# Arboridia suzukii
Arboridia suzukii är en insektsart som först beskrevs av Matsumura 1916.  Arboridia suzukii ingår i släktet Arboridia och familjen dvärgstritar. Inga underarter finns listade i Catalogue of Life.